# Communauté de communes des Collines
Communaute de communes des Collines (COCOCO) ist die Bezeichnung für einen ehemaligen Gemeindeverband (Communauté de communes) im französischen Département Haut-Rhin. Er entstand im Januar 1998 durch die Gemeinden Riedisheim und Zimmersheim. Zwischen 1998 und 2001 wurden auch die Gemeinden Bruebach, Brunstatt, Eschentzwiller und Flaxlanden aufgenommen.
Am 16. Dezember 2009 ging der Gemeindeverband in der neu gebildeten Mulhouse Alsace Agglomération auf. 